# الگوی مدرج کاهنده حباب
الگوی مدرج کاهنده حباب (به انگلیسی: Reduced Gradient Bubble Model) یا RGBM الگوریتمی است که امروزه در رایانه‌های غواصی به کار می‌رود.

## تاریخچه
الگوی مدرج کاهنده حباب (RGBM) الگوریتمی طراحی شده توسط دکتر بروس وینکل برای محاسبه دقیق و رایانه‌ای توقف رفع فشار به هنگام غواصی تفریحی است.
این الگو به مانند برنامه ریز غواصی تفریحی بوده ولی محاسبه خود را با بکارگیری ابزار رایانه‌ای دقیق و لحظه به لحظه انجام می‌دهد.

## کاربرد
از این الگو در بیشتر کامپیوترهای غواصی، به ویژه آنهایی که توسط سونتو، مارس، هایدرو اسپیس، اوشیانیک و بر طبق DSAT ساخته شده‌اند استفاده می‌شود.
تولید کنندگانی مانند سونتو تائید کرده‌اند که استفاده از الگوی رایانه‌ای RGBM ایجاد حباب‌های گاز در خون را که موجب بروز بیماری تراکم زدائی به هنگام غواصی می‌گردد کاهش می‌دهد.
این الگوی رایانه‌ای، هر دو سقف عمق و زمان بستر را برای محاسبه توقف رفع فشار ارائه می‌دهد.
همچنین حداقل زمان مورد نیاز بافت برای خارج ساختن گاز از خون را محاسبه و رشد حباب‌های ساکت را به حداقل می‌رساند.